# Amanda Coe
Amanda Coe (geboren 1965 in Yorkshire) ist eine britische Schriftstellerin und Drehbuchautorin.

## Leben
Amanda Coe studierte Englisch an der University of Oxford (M.A.). 2008 wurde ihre Produktion von Filth: The Mary Whitehouse Story gesendet. 2013 erhielt sie einen British Academy Film Award für die Fernsehadaption von John Braines Roman Room at the Top. Sie schrieb für verschiedene Serien bei Channel 4 und bei BBC Four. 2015 schrieb sie für BBC eine Filmbiografie über die Bloomsbury Group. Sie hat bislang (Stand 2017) drei Romane veröffentlicht.
Coe nimmt einen Lehrauftrag für Drehbuchschreiben an der National Film and Television School wahr.
Coe ist verheiratet, sie haben zwei Kinder und leben in London.

## Werke (Auswahl)
Belletristik
- A whore in the kitchen. Erzählungen. London: Virago, 2000
- What They Do in the Dark. London: Virago, 2011
- Getting Colder. London: Virago, 2014
- Everything you do is wrong. London: Little, Brown, 2017

Drehbücher
- 2005–2007: Shameless (Fernsehserie)